# Agrocharis pedunculata
Agrocharis pedunculata là một loài thực vật có hoa trong họ Hoa tán. Loài này được (Baker f.) Heywood & Jury mô tả khoa học đầu tiên năm 1978.